# Ocean Eyes
Ocean Eyes je druhé studiové album amerického synthpopového projektu Owl City. Vyšlo 14. července 2009 a obsahuje 12 skladeb plus v různých verzích různý počet bonusových písní. Navíc vyšlo 26. ledna 2010 rozšíření původního alba pod názvem "Ocean Eyes Deluxe Version".
Album, a obzvláště píseň "Fireflies", proslavila Owl City po celém světě.
Pro obal alba je použita fotografie dubajského pětihvězdičkového hotelu Burj Al Arab.

## Seznam skladeb
| Ocean Eyes | Ocean Eyes                                | Ocean Eyes                   | Ocean Eyes |
| Pořadí     | Název                                     | Text                         | Délka      |
| ---------- | ----------------------------------------- | ---------------------------- | ---------- |
| 1.         | Cave In                                   |                              | 4:02       |
| 2.         | The Bird and the Worm                     | Adam Young, Matthew Thiessen | 3:27       |
| 3.         | Hello Seattle (z Of June)                 |                              | 2:47       |
| 4.         | Umbrella Beach                            |                              | 3:50       |
| 5.         | The Saltwater Room (z Maybe I'm Dreaming) |                              | 4:02       |
| 6.         | Dental Care                               |                              | 3:11       |
| 7.         | Meteor Shower                             |                              | 2:13       |
| 8.         | On the Wing (z Maybe I'm Dreaming)        |                              | 5:01       |
| 9.         | Fireflies                                 |                              | 3:48       |
| 10.        | The Tip of the Iceberg                    |                              | 3:22       |
| 11.        | Vanilla Twilight                          |                              | 3:51       |
| 12.        | Tidal Wave                                | Adam Young, Matthew Thiessen | 3:10       |

| iTunes bonusové skladby | iTunes bonusové skladby | iTunes bonusové skladby |
| Pořadí                  | Název                   | Délka                   |
| ----------------------- | ----------------------- | ----------------------- |
| 13.                     | Hello Seattle (Remix)   | 5:53                    |
| 14.                     | If My Heart Was a House | 4:06                    |

| Bonusy z japonské edice | Bonusy z japonské edice | Bonusy z japonské edice |
| Pořadí                  | Název                   | Délka                   |
| ----------------------- | ----------------------- | ----------------------- |
| 13.                     | Hot Air Balloon         | 3:33                    |
| 14.                     | Rugs From Me To You     | 1:27                    |

| Ocean Eyes Deluxe Version - Disk 2 | Ocean Eyes Deluxe Version - Disk 2           | Ocean Eyes Deluxe Version - Disk 2 |
| Pořadí                             | Název                                        | Délka                              |
| ---------------------------------- | -------------------------------------------- | ---------------------------------- |
| 13.                                | Hot Air Balloon                              | 3:33                               |
| 14.                                | Butterfly Wings                              | 2:54                               |
| 15.                                | Rugs from Me to You                          | 1:27                               |
| 16.                                | Sunburn                                      | 3:47                               |
| 17.                                | Hello Seattle (Remix)                        | 5:53                               |
| 18.                                | If My Heart Was a House                      | 4:05                               |
| 19.                                | Strawberry Avalanche                         | 3:16                               |
| 20.                                | Fireflies (Adam Young Remix) (jen na iTunes) | 3:12                               |

## Okolnosti vzniku alba
Ocean Eyes, hlavní debutové album bylo zveřejněno na iTunes 14. 7. 2009 a jeho fyzická podoba vyšla 28. 7. 2009. Album získalo 27. pozici na Billboard 200. "Fireflies" bylo první na US a Canadian charts. Ocean Eyes dosáhlo první desítky na US album charts, získalo první příčku na US electronic charts a také dosáhlo Amazon MP3's top 10 most downloaded album list.
Na svém blogu Adam píše:"Jsem neuvěřitelně nadšený, jak dobře se nové album vyvíjí a naprosto se nemůžu dočkat, až ho uslyšíte. Jsou tam písně o ptácích a červech, jízdě na špinavém kole po placené dálnici, hřejivých huňatých svetrech, bruslení napříč krajinou, moderním zubařství, klucích a holkách držících se za ruce, ponožce, která poskakuje a tančí, těžkých víčkách fialky, podvodních ruských kolech, zmrzlých plovoucích krách, meteorických rojích, opuštěných vagonech, plážových slunečnících, armádách světlušek a svítících brouků...o čemkoliv, na co si vzpomenete!" 
14. července 2009 zase píše: "Před několika měsíci, jak déšť bil do střešního okna v mém pokoji a já jsem ležel v posteli, nemohl usnout, hleděl na strop (jak to tak často dělávám), tak jsem vstal, odcupital dolů do sklepa, sedl si k počítači a začal psát hudbu. Nic konkrétního, jenom psaní z lásky k psaní... psaní, protože hudba je to, co mi pomáhá cítit. Umožňuje mi to okusit nebe a sny v jejich pravých barvách. Po spoustě přemýšlení, snění, rozhovoru sám se sebou, vlažné kávě a probdělých nocích jsem konečně dal dohromady sbírku písní draze nazvaných "Ocean Eyes". Jsem ze středu ničeho v Minnesotě, jak víš, takže oceán vždy pro mě byl zvláštně zasněná, éterická a skoro romantická věc. Během těch let jsem strávil spoustu času se zavřenými oči a představoval si, jak prožívám ty nejúžasnější dobrodružství u moře. Dělám takové ty věci, které se mohou dělat jen při stmívání, záři a ve snech slunovratu, jako kdyby vzadu na mých očních víčkách bylo stříbrné plátno a já byl sentimentální promítač se stovkami fantaskních kotoučů po ruce přichystaných k promítání. Takže toto je důvod názvu... Celou svou duší doufám, že si užiješ zvuk tohoto alba. Doufám, že dosáhne dolů z hlubokého nebe, jemně kolem tebe ovine svá hebká stříbrná vlákna a vyzvedne tě vysoko vzhůru nad světla města a burácející vlny. Že tě to zanechá bez dechu a ty odtud uvidíš až na věčnost. Pokud bys náhodou cítil, že tyto písně znáš, prosím, považuj se za mého přítele, protože, tak říkajíc, mě znáš. Hudba je mé srdce, má duše. Je to to, kdo jsem... Je to strašně dlouho, co Owl City vydalo novou muziku, a za to se omlouvám. Mám sklony odkládat věci, ale jsem velice vděčný těm z vás, kteří se mnou zůstali až doteď. A tak, zde říkám...Děkuju. Děkuju z naprosté hlubiny mého zasněného, plachého, klučičího srdce. Bez vaší podpory bych nebyl nikde..."
Adam řekl, že první tři či čtyři skladby byly natočené ještě ve sklepě jeho rodičů a až poté se přestěhoval do vlastního domu. Vzpomínal, že dům jeho rodičů je přes sto let starý viktoriánský farmářský dům se starým, nedokončeným sklepem, který si Adam zabral a přes zimu, když tam natáčel, tak musel vypnout kotel, který byl dost hlučný, takže teplota v celém domě byla kolem bodu mrazu, z čehož jeho rodiče neměli ani trochu radost.
Adama na několika skladbách doprovodili Breanne Düren - nejznámější je "The Saltwater Room" - a zpěvák Relient K Matt Thiessen - "Fireflies", kde je Matt slyšet jako doprovodný zpěvák. O spolupráci s Mattem Adam říká: "Matt a já jsme spolu chodili ven, provozovali kanoistiku, jedli v Applebee, jezdili po Tennessee v jeho autě a tak. Fanouškem Relient K jsem už roky, tak není třeba říkat, že pracovat s ním na hudbě bylo něco neskutečného . Je neuvěřitelně talentovaný umělec a nejmilejší člověk na světě. Taky má fantastický talent na vymýšlení slovních hříček."
"Fireflies" byl volně ke stažení ve hře Tap Tap Revenge 3 od Tapulous. Steve Hoover režíroval videoklip ke skladbě "Fireflies". Videoklip měl mít premiéru na MySpace, ale ještě předtím pronikl na veřejnost a to na YouTube a Dailymotion.
26.1.2010 vyšlo Ocean Eyes Deluxe Version, které kromě písní z Ocean Eyes obsahuje dalších 7, případně 8 písní.
Jak na albu Ocean Eyes, tak i později na Ocean Eyes Deluxe Version, se objevují písně, které byly vydány už dříve na EP Of June či Maybe I'm Dreaming, ovšem zde jsou v upravené podobě. Např. u skladby "The Saltwater Room" si lze všimnou odlišné melodie a v jedné části Adam zpívá: "I guess we'll never know why sparrows love the snow" a ve verzi z Maybe I'm Dreaming je text: "I guess I'll never know why sparrows love the snow".

## O písních

### Cave In
Adam v rozhovoru v únoru 2010 řekl, že tato skladba je drahá jeho srdci: "Ta píseň zachycuje v několika málo slovech všechny mé naděje a sny. Vždycky žasnu nad velkým neznámem a téma písně je o otázce, co tam leží, jaká dobrodružství na tebe čekají."

### The Bird and the Worm
V písni se nachází část z Adamova oblíbeného animovaného filmu Hledá se Nemo, a to konkrétně vtip, který vždy začne vyprávět otec Nema Marlin, ale dořekne ho až na konci filmu. Adam právě tento závěr zapracoval do textu písně. Nejdříve zpívá: "With friends like these, well, who needs enemies" a pak používá vtipnější verzi: "With fronds like these, well, who needs anemones". V písni zpívá také Matt Thiessen z Relient K.
Adam v interview s Female First popisuje ideu písně: "Je to písnička o neuvěřitelně romantickém ptáku a červu a o myšlence, že by svět byl plný přátel, a to dokonce i v mořích. Je to o přátelstvích, která jsou dobrá, aby byla skutečná."

### Hello Seattle
"Mám slabost pro města u oceánu. Jelikož jsem vyrůstal v malém venkovském městečku uprostřed ničeho a protože jsem jedináček, snění s otevřenýma očima o vzdálených místech mi jako dítěti zabíralo spoustu času a energie. Taky se mi líbí to, jak slovo Seattle zní, když ho vyslovuješ. Má to jiskru."
"Seattle mi vždycky připadal jako druhý konec světa. Pamatuju si, jak jsem na střední během vyučování hleděl z okna a představoval si, jaký Seattle je. Ironie skladby je, že je to zamilovaná píseň k místu, které jsem nikdy nenavštívil."

### Umbrella Beach
"Píseň 'Umbrella Beach' je o jedné opravdu super pláži, kde jsou tuny slunečníků, jako všude kolem, nejsou připevněny k žádným stolům nebo tak, jen tam leží a ty, když chceš, tak můžeš přijít se svými přáteli a svou rodinou a svými šortkami na tu pláž a vzít ty slunečníky a pochodovat s němi kolem a je to bláznivé, ale nikdo je neukradne, celou tu dobu tam leží. Jsou opravdu velké a plesnivé a tak, takže to je možná ten důvod, ale je to doopravdy super a já jsem byl inspirován, abych o tom napsal, tak jsem tak učinil, ve svém sklepě."

### Dental Care
Skladba je inspirována Adamovou vzpomínkou na dobu, kdy musel nosit rovnátka. Píseň je o lidech po celém světě, kteří jsou na cestě k zubaři, a o pocitu nevolnosti, který k tomu nevyhnutelně patří.

### Meteor Shower
Krátká a převážně instrumentální skladba svým textem odkazuje pravděpodobně na Boha. Adam později po vydání píše: "Život je tak nádherný dar a já sám přiznávám, že jsem ho ani v nejmenším nepochopil. Ale jak dny ubíhají, stále více se otáčím a dívám se na ně zpět, stále více si uvědomuju, že mi nezáleží na tom, žít sám pro sebe, ale že se mnohem víc soustředím na věci neviditelné. Uvědomuju si, že se chovám trochu dvojznačně, ale to by nemělo být tak složité pochopit. Známý způsob, jak to shrnout může být tento:
I am not my own 
For I have been made new
Please don't let me go
I desperately need You."
Také říká, že je to sice jednoduchá píseň, ale hluboká. "Není toho moc, co by se o ní dalo říct, ale to, co ona sama říká, je opravdu silné."

### On the Wing
"Píseň 'On the Wing' je o oblíbeném snu každého člověka, o snu, který pravděpodobně každý v minulosti měl, o tom umět létat. Je to opravdu jen o jakémsi překladu toho pocitu do hudby a jaké by to bylo, kdyby byl ten sen skutečností."

### The Tip of the Iceberg
"Píseň je o tom, jak člověk, když vyrůstá, tak si přeje, aby byl někde jinde, a najednou si uvědomí, že promrhal pořádný kus života. Je to o naučení se, že věci se nemají brát jako samozřejmost." Píseň se má také objevit ve filmu Zootopia, který se natáčí a měl by jít do kin roce 2016.

### Fireflies
Adam říká: "Jednou jsem šel do Taco Bell a objednal si grilované, nadívané burrito a cheesy fiesta potatoes. Bylo to vynikající. Pak jsem šel domů a napsal Fireflies."
Jinde zase: "Když jsem napsal 'Fireflies', tak jsem byl jednou v noci ve sklepě dlouho vzhůru. Seděl jsem u kláves a hrál si, nesnažil jsem se nic doopravdy napsat. Během několika dalších hodin byla píseň dána dohromady tou nejpřirozenější cestou. Nedokážu to vysvětlit, ale skoro se to napsalo samo. V ten okamžik jsem neměl nejmenší tušení, že jsem napsal hit."

### Tidal Wave
V rozhovoru pro Female First říká: "Tidal Wave je divokém běhu a závodu s cílem dosažení ceny s oběma očima upřenýma na cílovou čáru, aby člověk jednou slyšel slova: 'Správně, služebníku dobrý a věrný' (pozn. Bible, Matouš 25, 21)." Jinde slova písně "I've found new hope from above" (nahoře jsem našel novou naději) komentuje: "Pevně lnu k naději a radosti, kterou jsem našel v Ježíši Kristu. Má víra je velkou součástí toho, kdo jsem a proč dělám hudbu. Vše, co mám, patří Jemu."

### Sunburn
Skladba "Sunburn" byla vydána na albu Soundtrack 90210. Později po úspěchu The Midsummer Station, kdy Adam hrál živě jen za doprovodu kytary pro různé rádiové stanice, tak jako předehru k písni "Fireflies" použil právě melodii ze songu "Sunburn".
Adam pro Female First řekl: "Píseň je o příležitostném pocitu, že nejsem dostatečně dobrý, i když se opravdu moc snažím. Je to o vztazích a nalezení toho jednoho, který opravdu vydrží."

### Strawberry Avalanche
"Minulé léto jsem strávil v Tibetu lezením po horách s jednou hostitelskou rodinou a vlastně jsem byl svědkem 'živé' laviny z celé obrovské rokle. Není třeba říkat, že to bylo zároveň jak děsivé, tak úžasně inspirující. Té noci po návratu domů jsem se hrbil na gauči a jedl misku Cheerios s čerstými jahodami. Přemýšlel jsem o tom, že kdyby mě do tváře praštila obří jahodová lavina, tak by to byl ten nejromantičtější způsob k 'nákupu farmy'. Do farmáře mám daleko."

## Singly
Owl City vydalo také tři oficiální singly z tohoto alba: "Umbrella Beach", "Vanilla Twilight" a "Fireflies".
"Fireflies" bylo vydáno 14. července 2009 ve Spojených státech a 8. ledna 2010 ve Velké Británii.
"Vanilla Twilight" byla vydána ve stejný den, kdy vyšlo Ocean Eyes Deluxe Version. Sama píseň se stala oblíbenou i u nás - kousek z ní byl použit např. 12.1.2015 v TOP STAR Magazínu. Údajně je to skladba o Adamově přítelkyni, se kterou se rozešel a která mu chybí.
"Umbrella Beach" byla původně vydána 19. listopadu 2009, poté až 16. května 2010.
"Strawberry Avalanche" a "Hot Air Balloon" jsou dva propagační singly, které vyšly pouze digitálně, a to ještě před vydáním samotného alba Ocean Eyes, i když na něm se pak neobjevily. Zato jsou ale součástí Ocean Eyes Deluxe Version.

## Videoklipy
"Fireflies" - vydáno 15.12.2009
"Vanilla Twilight" - vydáno 22.3.2010
"Umbrella Beach" - vydáno 16. 4. 2010, Adam zde osobně nevystupuje, ale v jednom záběru žena zvedá fotku, na které můžeme zahlédnout Adamovu tvář.

## Tvůrci
Owl City
- Adam Young – vokály, klávesy, piáno, kytary, syntetizéry, bubny, programování, audio mixer, producent

Další umělci a produkce
- Breanne Düren – doprovodný zpěv na track 5 & 8
- Austin Tofte – doprovodný zpěv na track 8
- Matthew Thiessen – doprovodný zpěv na track 1, 2, 9, 12 & 14, produkce na 2, 9, 12
- Melisa Morgan – doprovodný zpěv na 7 & 10
- Jolie Lindholm – doprovodný zpěv na track 7
- Phil Peterson – cello na track 1, 4, 8, 9 & 10
- Steve Bursky – producent, manažer
- Ted Jensen – mastering
- Christopher Kornmann – art direction
- Imran Khan – artwork
- John Goodmanson – audio mixer

## Žebříčky
| Žebříček (2009-10)                     | Umístění |
| -------------------------------------- | -------- |
| Australian ARIA Albums Chart           | 14       |
| Canadian Albums Chart                  | 18       |
| Denmark Albums Chart                   | 36       |
| Dutch Albums Chart                     | 42       |
| French Albums Chart                    | 88       |
| Irish Albums Chart                     | 16       |
| Japanese Albums Chart                  | 17       |
| German Albums Chart                    | 7        |
| New Zealand Albums Chart               | 5        |
| South African Albums Chart             | 7        |
| Swedish Albums Chart                   | 39       |
| Swiss Albums Chart                     | 93       |
| UK Albums Chart                        | 7        |
| U.S. Billboard 200                     | 8        |
| U.S. Billboard Dance/Electronic Albums | 1        |
| U.S. Billboard Top Rock Albums         | 1        |
| U.S. Billboard Alternative Albums      | 1        |